# Mulinaccio
Mulinaccio is een plaats (frazione) in de Italiaanse gemeente Vaglia.